# Ouroux
Ouroux korábbi község (település) Franciaországban, Rhône megyében. 2019. január 1-jén Avenas, Monsols, Saint-Christophe, Saint-Jacques-des-Arrêts, Saint-Mamert és Trades községekkel egyesült és az így létrejött Deux-Grosnes új község része lett.
Lakosainak száma 334 fő (2018. január 1.). Ouroux Saint-Mamert, Les Ardillats, Avenas, Monsols, Saint-Christophe, Saint-Jacques-des-Arrêts és Vauxrenard községekkel határos.

## Népesség
A település népességének változása:
| Lakosok száma | 339  | 337  | 364  | 342  | 334  |
|               | 2013 | 2015 | 2016 | 2017 | 2018 |